# 文鳐鱼

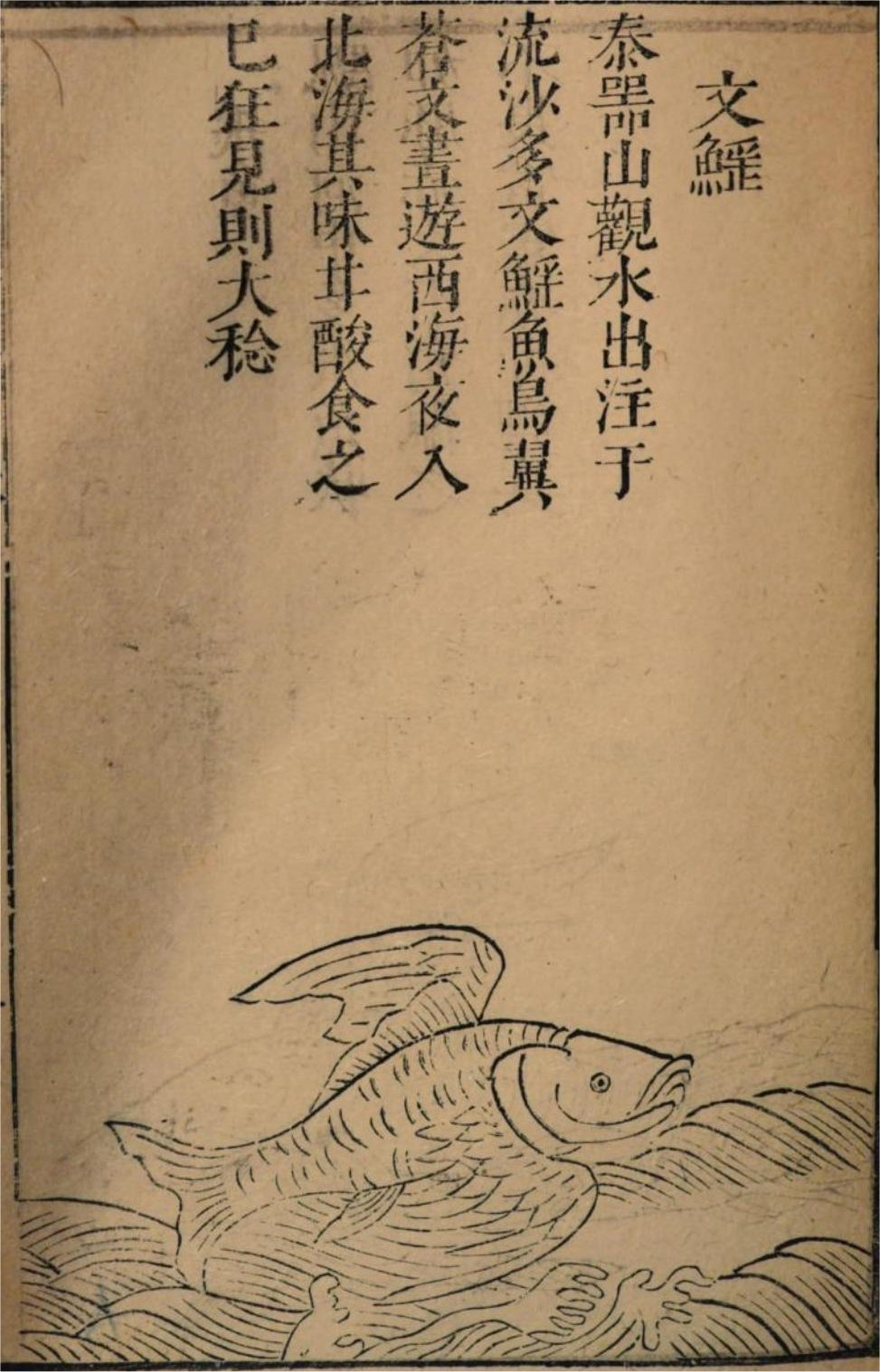
明朝，王圻《三才圖會》

文鳐鱼是中国神话里的妖怪，样子像鲤鱼，鱼的身体上有鸟的翅膀，身上有苍色花纹，头是白的，嘴是红的。记载于《山海经·西次三经》
《吕氏春秋》另描写此鱼肉鲜美，酸中带甜。《本草拾遗》记载，此鱼能入药，有补气血、治疯癫病的作用。
此名也指飞鱼科文鰩魚屬（亦称细燕鰩属、细身飞鱼属）的鱼类。

## 延伸阅读
[在维基数据编辑]
 《欽定古今圖書集成·博物彙編·禽蟲典·文鰩魚部》，出自陈梦雷《古今圖書集成》

## 参看
中国妖怪列表